# Gottesheim
Gottesheim é uma comuna francesa na região administrativa de Grande Leste, no departamento Baixo Reno. Estende-se por uma área de 5,13 km². Em 2010 a comuna tinha 360 habitantes (densidade: 70,2 hab./km²).